# Cerkiew św. Jerzego w Wiedniu
Cerkiew św. Jerzego (niem. Griechenkirche St. Georg) – prawosławna cerkiew parafialna mieszcząca się w wiedeńskiej dzielnicy Innere Stadt. Należy do metropolii Austrii i Węgier Patriarchatu Konstantynopolitańskiego i skupia wiernych prawosławnych pochodzenia greckiego. Została wybudowana w latach 1802–1806 według projektu architekta Franza Wipplingera, wieże zostały dobudowane w 1898 według projektu architekta Ludwiga Tischlera. We wnętrzu mieści się zabytkowy ikonostas.